# NGC 7674A
NGC 7674A (ou PGC 71505) est une galaxie spirale située dans la constellation de Pégase à une distance d'environ 125,1 ± 8,8 Mpc (∼408 millions d'al).
Cette galaxie en interaction avec NGC 7674 fait partie du groupe compact de Hickson. On a découvert une supernova dans NGC 7674A en 2000,

## Caractéristiques

### Distance
Sa vitesse par rapport au fond diffus cosmologique est de 8 482 ± 28 km/s, ce qui correspond à une distance de Hubble de 125,1 ± 8,8 Mpc (∼408 millions d'al).

### Brillance de surface
En raison d'une brillance de surface égale à 11,35 mag/am2, on peut qualifier NGC 7674A de galaxie présentant une brillance de surface élevée.

### Udentification
La base de données HyperLeda identifie, sans doute par erreur, NGC 7674A à PGC 71507, une galaxie irrégulière située au sud-est de NGC 7674A sur la sphère céleste.

## Galaxies en interaction

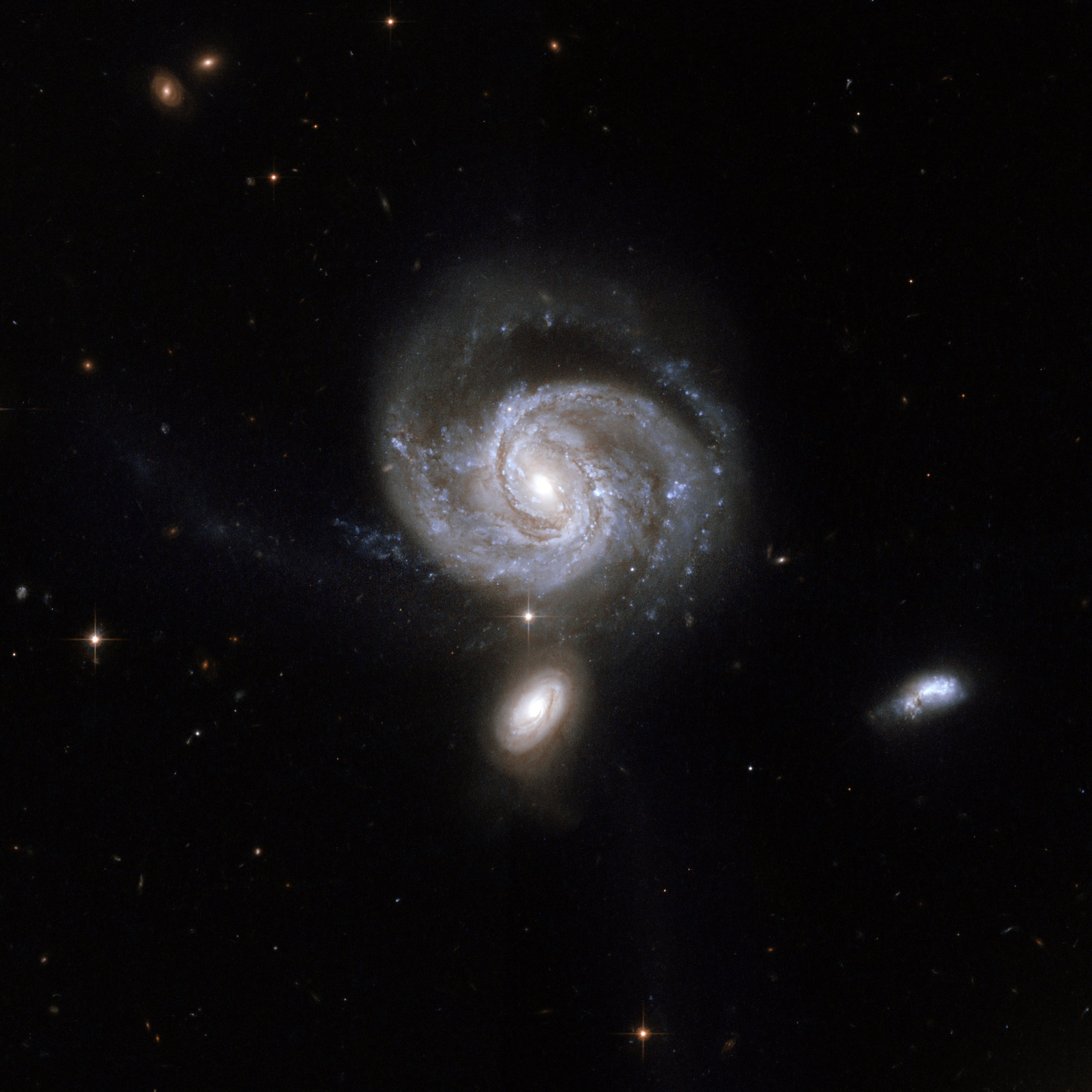
NGC 7674 imagée par le télescope spatial Hubble. La petite galaxie ovale située en dessous est NGC 7674A. Sur la droite, apparaît la petite galaxie irrégulière PGC 71507.

NGC 7674A forme avec sa voisine NGC 7674, une galaxie spirale barrée plus vaste, une paire de galaxies en interaction gravitationnelle. La paire figure dans l'atlas des galaxies particulières d'Halton Arp sous la cote Arp 182. Au sujet de la paire, Arp écrit qu'il y a une longue onde droite très faible, semblable à un filamnt en arc, provenant de la galaixie compagne. L'interaction entre les deux galaxies a provoqué la formation de deux queues de marée, visibles à l'est et au nord de NGC 7674. De plus, il est probable que l'activité de type Seyfert de la plus grande galaxie ait été déclenchée par cette interaction.
D'une manière plus générale, NGC 7674 devrait subir l'influence gravitationnelle de ses voisines galactiques, membres du groupe compact de Hickson 96 (voir plus bas),, car contrairement à plusieurs groupes de Hickson, HCG 96 pourrait être un groupe réelle de galaxies.

## Supernova
La supernova SN 2000A a été découverte dans NGC 7674A le 1er janvier 2000 par W. D. Li, de l'Université de Californie à Berkeley. D'une magnitude apparente de 16,5 au moment de sa découverte, elle était de type Ia.

## Groupe compact de Hickson 96

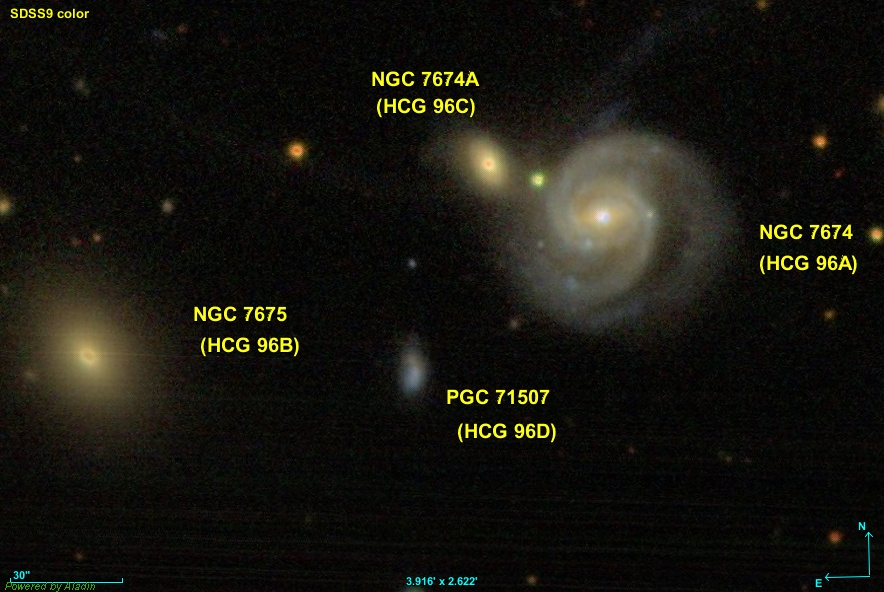
Les quatre galaxies du groupe compact de Hickson 96.

NGC 7674A est membre du groupe compact de Hickson 96 (HCG 96). Ce groupe de galaxies compte au total quatre membres. Les autres galaxies du groupe sont NGC 7674 (HCG 96A), NGC 7675 (HCG 96B) et PGC 71507. Contrairement à plusieurs groupes de Hickson, il est fort probable que HCG 96 forme un groupe réelle de galaxies. Le tableau ci-dessous résume les principales propriétés des quatre galaxies de ce groupe.
| Nom                 | Classification | Type                     | α (J2000.0)      | δ (J2000.0)     | Vitesse radiale (km/s) | Magnitude apparente | Distance (Mpc) | Dimension (kal) |
| ------------------- | -------------- | ------------------------ | ---------------- | --------------- | ---------------------- | ------------------- | -------------- | --------------- |
| HCG 96A (NGC 7674)  | SA(r)bc pec?   | Spirale barrée           | 23h 27m 56.7030s | 08° 46′ 44.279″ | 8703 ± 1               | 13,2                | 122,9 ± 8,6    | 38,9            |
| HCG 96B (NGC 7675)  | E2             | Elliptique               | 23h 28m 05.9301s | 08° 46′ 06.728″ | 8616 ± 41              | 14,9                | 121,6 ± 8,6    | 46,5            |
| HCG 96C (NGC 7674A) | Sa             | Spirale                  | 23h 27m 58.7545s | 08° 46′ 57.932″ | 8852 ± 10              | 14,4                | 125,1 ± 8,8    | 27,0            |
| HCG 96C (PGC 71507) | Im             | Irrégulière magellanique | 23h 28m 00.0962s | 08° 46′ 02.823″ | 8975 ± 57              | -19,48              | 126,9 ± 9,0    | N/A             |